# Ваня и крокодил
«Ваня и крокодил» — советский короткометражный кукольный мультфильм, снятый по сказке Корнея Чуковского «Крокодил» на студии «Союзмультфильм» в 1984 году. Наталья Дабижа поставила фильм, где объединила плоские и объёмные куклы, и в котором обозначается приход режиссёра в новое поколение авторов.
Главный герой мультфильма, маленький мальчик Ваня, смело спасает город от страшного крокодила.

## Сюжет
В поезде едут писатель Корней Чуковский и его маленький сын. У мальчика сильно болит зуб, и отец, чтобы отвлечь его от боли, начинает рассказывать ему сказку. Это было в 1916 году.
По улицам Петрограда ходил крокодил в одежде и шляпе, и говорил по-турецки. Увидев фонтан, крокодил снимает верхнюю одежду и ныряет в воду. Жители города видят, какой он непохожий на них, и сначала пугаются, а потом начинают над ним смеяться и звать полицию. Крокодил в толпе случайно проглатывает собачку и полицейского, тем самым перепугав всех людей. Но мальчик Ваня Васильчиков не пугается его и побеждает своим игрушечным мечом. Крокодил выплёвывает собачку и полицейского, и жители радуются и благодарят Ваню.
Корней Чуковский заканчивает свою сказку, а мальчик засыпает.

## Съёмочная группа
| авторы сценария             | Дмитрий Полонский |
| режиссёры                   | Наталья Дабижа |
| художники-постановщики      | М. Хайсман, Т. Арзамасова, Наталья Харина |
| художники-мультипликаторы   | Сергей Косицын, Ольга Панокина, Михаил Письман, Наталья Дабижа |
| кинооператоры               | Владимир Сидоров, Сергей Хлебников |
| композитор                  | Илья Катаев |
| звукооператор               | Владимир Кутузов |
| редактор                    | Елена Никиткина |
| куклы и декорации           | Владимир Аббакумов, Владимир Алисов, Наталия Барковская, Наталия Гринберг, Виктор Гришин, Павел Гусев, Михаил Колтунов, Валентин Ладыгин, Лилианна Лютинская, Олег Масаинов, Владимир Маслов, Нина Молева, Валерий Петров, Марина Чеснокова |
| текст читает                | Олег Табаков |
| монтажёр                    | Надежда Трещёва |
| художественный руководитель | Николай Серебряков |
| директор съёмочной группы   | Григорий Хмара |

## Фестивали и награды
- 1984 год — первый приз на Московском фестивале молодых кинематографистов[1].